# Phjongbu vonal
A Phjongbu vonal (hangul: 평부선, Phjongbuszon, handzsa: 平釜線, RR: Pyeongbuseon) vasútvonal Észak-Koreában a Koreai Állami Vasutak üzemeltetésében, mely eredetileg Phenjant (P'yŏngyang-ot) kötötte össze Puszan (Busan)nal, azonban a hajdani egységes Korea 1948-as kettészakadása, és a koreai háború után a vonatok Keszong (Kaesŏng) városáig, a 2007-ben aláírt Korea-közi egyezmény értelmében Toraszan (Dorasan) állomásig közlekedtek. A keszongi (kaesŏng-i) ipari park leállítása óta a vonatok ismét csak Keszong (Kaesong) városáig közlekednek.

## Állomások
| Állomás neve                             | Hangul     | Handzsa (Hanja) | Átszállás                                                                                      | Táv. (km) | Teljes Táv. | Hely                     | Hely                          |
| ---------------------------------------- | ---------- | --------------- | ---------------------------------------------------------------------------------------------- | --------- | ----------- | ------------------------ | ----------------------------- |
| Phenjan (P'yŏngyang)                     | 평양       | 平壤            | Phjongi (P'yŏngŭi) v. Phjongnam (P'yŏngnam) v. Phjongna (P'yŏngra) v. Phjongdok (P'yŏngdŏk) v. | -         | 0,0         | Phenjan (P'yŏngyang)     | Csung-kujok (Chung-kuyŏk)     |
| Tedonggang (Taedonggang)                 | 대동강     | 大同江          | Phjongdok (P'yŏngdŏk) v.                                                                       | 2,6       | 2,6         | Phenjan (P'yŏngyang)     | Rjokpho-kujok (Ryŏkp'o-kuyŏk) |
| Rjokpho (Ryŏkp'o)                        | 력포       | 力浦            | Rangnang (Rangrang) felé                                                                       | 7,9       | 10,5        | Phenjan (P'yŏngyang)     | Rjokpho-kujok (Ryŏkp'o-kuyŏk) |
| Cshunghva (Chunghwa)                     | 중화       | 中和            |                                                                                                | 7,3       | 17,8        | Észak-Hvanghe (Hwanghae) | Csunghva (Chunghwa) megye     |
| Hukkjo (Hŭkkyo)                          | 흑교       | 黑橋            |                                                                                                | 6,6       | 24,4        | Észak-Hvanghe (Hwanghae) | Hvangdzsu (Hwangju) megye     |
| Kindung (Kindŭng)                        | 긴등       | 긴登            |                                                                                                | 6,7       | 31,1        | Észak-Hvanghe (Hwanghae) | Hvangdzsu (Hwangju) megye     |
| Hvangdzsu (Hwangju)                      | 황주       | 黃州            |                                                                                                | 5,4       | 36,5        | Észak-Hvanghe (Hwanghae) | Hvangdzsu (Hwangju) megye     |
| Cshimcshon (Ch'imch'on)                  | 침촌       | 沈村            |                                                                                                | 10,2      | 46,7        | Észak-Hvanghe (Hwanghae) | Hvangdzsu (Hwangju) megye     |
| Csongbangni (Chŏngbang-ri)               | 정방리     | 正方里          |                                                                                                | 7,1       | 53,8        | Észak-Hvanghe (Hwanghae) | Cserjong (Chaeryŏng) megye    |
| Szarivon cshongnjon (Sariwŏn ch'ŏngnyŏn) | 사리원청년 | 沙里院靑年      |                                                                                                | 6,7       | 60,5        | Észak-Hvanghe (Hwanghae) | Szarivon (Sariwŏn)            |
| Tongszarivon (Dongsariwŏn)               | 동사리원   | 東沙里院        |                                                                                                | 4,6       | 65,1        | Észak-Hvanghe (Hwanghae) | Szarivon (Sariwŏn)            |
| Pongszan (Pongsan)                       | 봉산       | 鳳山            | Szobongszan (Sŏbongsan) felé                                                                   | 5,4       | 70,5        | Észak-Hvanghe (Hwanghae) | Pongszan (Pongsan) megye      |
| Cshonggje (Ch'ŏnggye)                    | 청계       | 清溪            |                                                                                                | 7,0       | 77,5        | Észak-Hvanghe (Hwanghae) | Pongszan (Pongsan) megye      |
| Hungszu (Hŭngsu)                         | 흥수       | 興水            |                                                                                                | 7,9       | 85,4        | Észak-Hvanghe (Hwanghae) | Pongszan (Pongsan) megye      |
| Munmu (Munmu)                            | 문무       | 文武            |                                                                                                | 4,8       | 90,2        | Észak-Hvanghe (Hwanghae) | Szohung (Sŏhŭng) megye        |
| Szohung (Sŏhŭng)                         | 서흥       | 瑞興            |                                                                                                | 10,4      | 100,6       | Észak-Hvanghe (Hwanghae) | Szohung (Sŏhŭng) megye        |
| Sinmak (Sinmak)                          | 신막       | 新幕            |                                                                                                | 6,8       | 107,4       | Észak-Hvanghe (Hwanghae) | Szohung (Sŏhŭng) megye        |
| Mulge (Mulgae)                           | 물개       | 物開            |                                                                                                | 10,5      | 117,9       | Észak-Hvanghe (Hwanghae) | Phjongszan (P'yŏngsan) megye  |
| Phjongszan (P'yŏngsan)                   | 평산       | 平山            | Cshongnjon Icshon (Ch'ŏngnyŏn Ich'ŏn) v.                                                       | 8,8       | 126,7       | Észak-Hvanghe (Hwanghae) | Phjongszan (P'yŏngsan) megye  |
| Thebekszanszong (Taebaeksansŏng)         | 태백산성   | 太白山城        |                                                                                                | 8,6       | 135,3       | Észak-Hvanghe (Hwanghae) | Phjongszan (P'yŏngsan) megye  |
| Hanpho (Hanp'o)                          | 한포       | 汗浦            |                                                                                                | 5,7       | 141,0       | Észak-Hvanghe (Hwanghae) | Phjongszan (P'yŏngsan) megye  |
| Kumcshon (Kŭmch'ŏn)                      | 금천       | 金川            |                                                                                                | 10,3      | 151,3       | Észak-Hvanghe (Hwanghae) | Kumcshon (Kŭmch'ŏn) megye     |
| Kjedzsong (Kyejŏng)                      | 계정       | 鷄井            |                                                                                                | 11,9      | 163,2       | Észak-Hvanghe (Hwanghae) | Kumcshon (Kŭmch'ŏn) megye     |
| Rjohjon (Ryŏhyŏn)                        | 려현       | 礪峴            |                                                                                                | 7,2       | 170,4       | Észak-Hvanghe (Hwanghae) | Kephung (Kaep'ung) megye      |
| Kephung (Kaep'ung)                       | 개풍       | 開豐            |                                                                                                | 7,8       | 178,2       | Észak-Hvanghe (Hwanghae) | Kephung (Kaep'ung) megye      |
| Keszong (Kaesŏng)                        | 개성       | 開城            |                                                                                                | 9,1       | 187,3       | Észak-Hvanghe (Hwanghae) | Keszong (Kaesŏng)             |
| Szonha (Sonha)                           | 손하       | 孫河            |                                                                                                | 3,9       | 191,2       | Észak-Hvanghe (Hwanghae) | Keszong (Kaesŏng)             |
| Pongdong (Pongdong)                      | 봉동       | 鳳東            |                                                                                                | 3,9       | 195,1       | Észak-Hvanghe (Hwanghae) | Keszong (Kaesŏng)             |
| Phanmun (P'anmun)                        | 판문       | 板門            |                                                                                                | 2,5       | 197,6       | Észak-Hvanghe (Hwanghae) | Keszong (Kaesŏng)             |
| Csangdan (Changdan) (1950 óta zárva)     | 장단       | 長湍            |                                                                                                | 5,3       | 202,9       | Demarkációs vonal        | Demarkációs vonal             |
| Toraszan (Dorasan)                       | 도라산     | 都羅山          | Kjongi (Gyeongui) v.                                                                           | 2         | 204,9       | Kjonggi (Gyeonggi)       | Phadzsu (Paju)                |